# HP Sauce

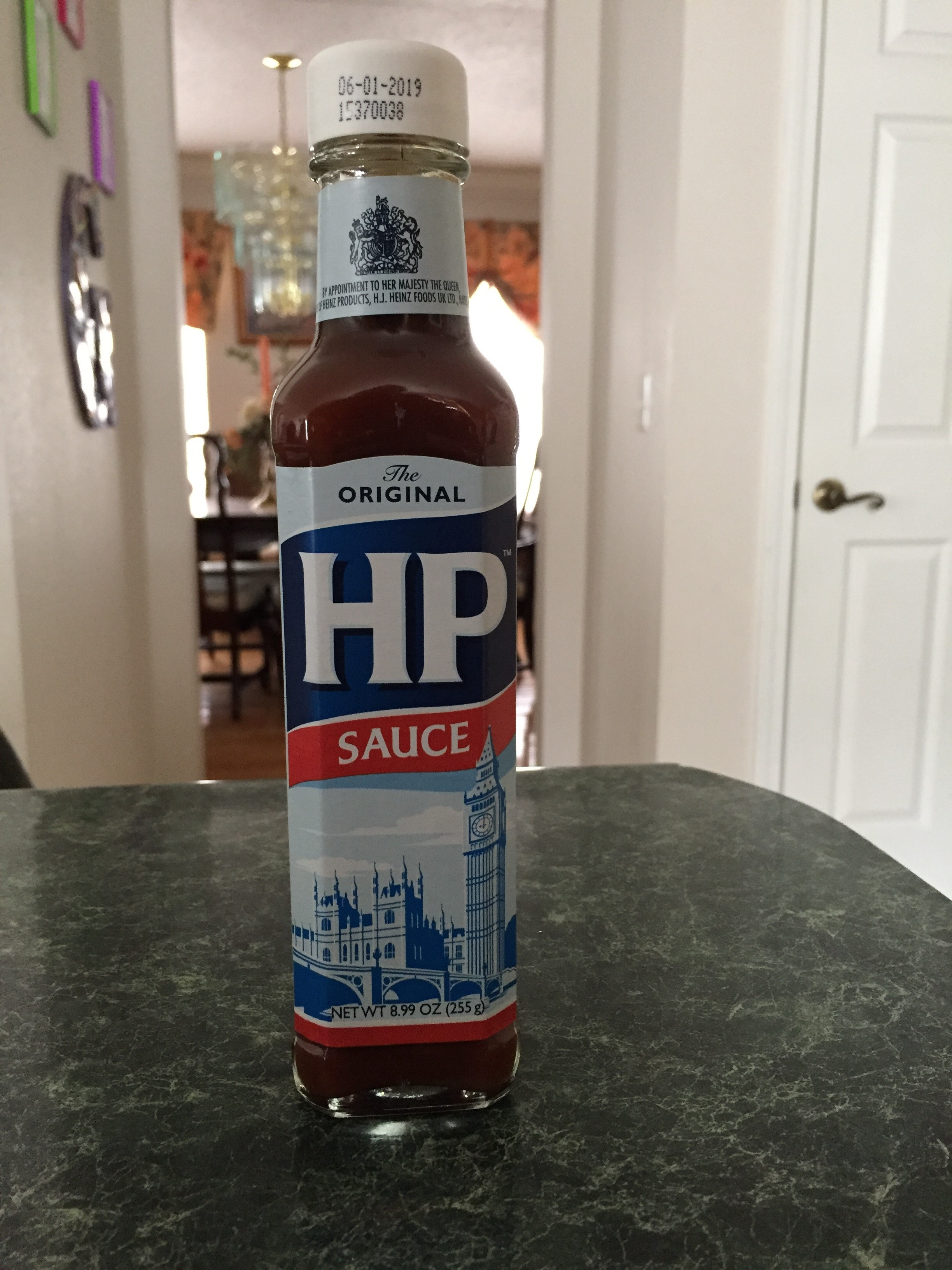
Fles met Original HP Sauce

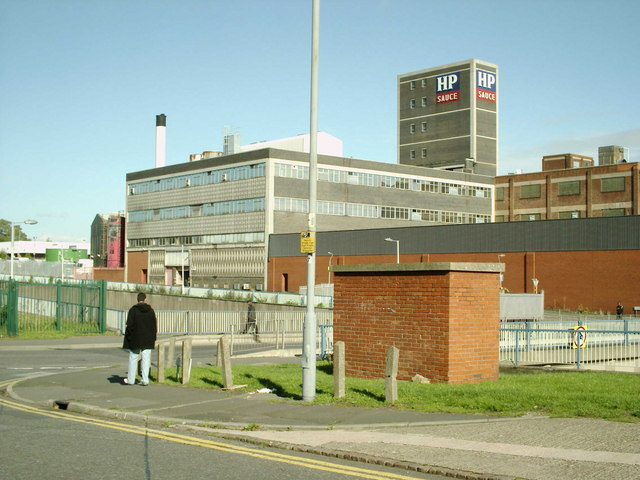
De fabriek in Birmingham in 2006, een jaar voor de sluiting

HP Sauce is een van origine Britse saus op basis van moutazijn, bedoeld voor hartige gerechten.  Het is een voorbeeld van wat in Groot-Brittannië ook wel brown sauce wordt genoemd. Het "HP" in de naam staat voor Houses of Parliament, de parlementsgebouwen in Westminster (Londen), en werd door uitvinder Frederick Gibson Garton in 1896 aan de saus gegeven toen hij hoorde dat een daar gevestigd restaurant zijn saus serveerde.
Garton verkocht het recept en het merk aan Edwin Samson Moore. Zijn bedrijf zou later naar de saus worden genoemd (HP Foods). Na verschillende malen te zijn overgenomen, kwam HP Foods en de saus uiteindelijk in 2005 in handen van Heinz. De productie van de saus nabij Birmingham werd gestaakt in 2007, en vindt nu plaats in het Nederlandse Elst.